# فريق الإعلام الحربي
فريق الاعلام الحربي أو خلية الاعلام الحربي (بالإنجليزية: Team Media War)‏؛ هو فريق إعلامي حكومي تابعة لمديرية الإعلام العامة في هيئة الحشد الشعبي ومجلس الوزراء العراقي، الذي يتبع لأوامر القائد العام للقوات المسلحة، تأسس الفريق بعد دخول داعش عام 2014 وبعد إعلان فتوى الجهاد الكفائي التي أطلقها المرجع الديني علي السيستاني في 13 حزيران 2014؛ ويضم الفريق الإعلامي مجموعة من الصحفيين والمراسلين والمصورين الحربيين ويرأس الفريق مهند العقابي.

## شهداء الإعلام الحربي
- حيدر المياحي.
- حمزة العبودي
- سعد هادي المشرفاوي
- ليث صلاح الأعرجي
- علي باسم الأنصاري
- حسين جبار كاظم
- محمد هادي ذو الفقاري
- عمار جاسم الحريشاوي
- حسام محمد العبودي
- باسم جعفر الكعبي
- عبد الله بتال الجبوري
- رسول حسين
- حسن ناجي العابدي
- تحسين علي الساعدي
- عبد الله عريان الزيرجاوي
- وعد الله حسن المنصوري
- ماجد عبد الزهرة الربيعي
- ماهر عبد الحسين
- خالد علي العكيدي
- حسين فاضل العتابي
- حسين علاء الخفاجي
- مصطفى حكمت الكناني
- علي محمود حسن
- محمد فلاح عبد الواحد
- محمد حسن هادي الموسوي
- طلال جمعة الشمري
- أحمد عباس حميد الصافي
- مؤيد سعيد الفاضلي
- علي حسين الاسدي
- سجاد نجم الفتلاوي
- علي صباح التميمي
- علي ريسان الربيعي
- لؤي صادق الشمري
- حمزة عبد الجبار العبودي
- علي قاسم العطواني
- علي عبد الحسين رشم الساعدي
- رنا حسين علي العجيلي
- أحمد حسن أموري الخفاجي
- عبد الكريم حليم التميمي
- أحمد مهنه جاسم اللامي
- فاضل عباس الكرعاوي.

## التغطية الإخبارية
ان فريق الإعلام الحربي يحرص على مواكبة جميع العمليات العسكرية بدءاً من عمليات تأمين مناطق حزام بغداد في حزيران 2014 ومعارك آمرلي وجرف الصخر والسعدية وجلولاء والضلوعية وتكريت وحديثة وهيت وبيجي وسامراء والفلوجة وجزيرة الخالدية والشرقاط وعمليات تحرير الموصل (قادمون يانينوى) ثم تحرير الحويجة وصولاً الى إعلان النصر الكامل على الإرهاب في 10 كانون الأول 2017، ويواصل تغطيته الإخبارية للعمليات الأمنية في عموم المحافظات العراقية مع قوات الحشد الشعبي في جميع واجباته الأمنية، إذ تحول إلى مصدر رسمي للمؤسسات الإعلامية المحلية والعربية والأجنبية لنقل الأخبار الأمنية.

## التاريخ
بعد دخول داعش مدينة الموصل واحتلالها في عام 2014، أصدر علي السيستاني «فتوى» ضد داعش، وبالتالي تم تأسيس قوات الحشد الشعبي من خلالها. وبعد أيام قليلة، وأنشأ فريق الاعلام الحربي حيث تم اعتمادها كوسيلة اعلامية ركيزة لنقل أحداث الحروب التي تشنها قوات الحشد الشعبي.